# Steffen Møller
Steffen Møller (født 7. marts 1945 ) er tidligere økonom i Dansk Metal. Han er søn af lægeparret Esther og Poul Møller.

## Uddannelse
Efter endt soldatertid på Bornholm 1964, og to gange at være blevet optaget på Zahles Seminarium, opgav Steffen Møller læreruddannelsen og fortsatte studierne på Københavns Universitet, som cand.polit ( januar 1970). Han underviste i teoretisk statistik 1968-1970 og i samfundsfag 1972-1980 som ekstern lektor. Det førte allerede til jobbet som cheføkonom i fagforeningen Dansk Metal 1. juli 1969, som fagbevægelsens 3` økonom ved siden af økonomerne i LO og SID ( nu 3f) og offentligheden begyndte at lægge mærke til den unge Metal-økonom Steffen Møllers ofte skarpe synspunkter i dagspressen, radio og TV..

## Bruddet med Metal
Meningerne fra Steffen Møller om den økonomiske udvikling i Danmark faldt ikke altid i god jord hos fagforeningerne med tæt forbindelse til den socialdemokratiske top. Således advarede han Anker Jørgensen på Socialdemokratiets kongres i 1980 mod den daværende regerings økonomiske politik, der kunne føre til en snarlig statsbankerot. Som Danmarks repræsentant  af Kul- og Stålunionens forretningsudvalg (1974-1985) sikrede han overlevelsen af det Danske Stålvalseværk, (1978 og 1980) hvilket medførte, at han blev Iindustriministeriets repræsentant i selskabets bestyrelsen (1980-1995). Steffen Møller arbejdede intenst med rekonstruktionen af B&W koncernen efter Jan Bonde Nielsen tiden efter 1980, hvilket medførte, at Industriministeriet indsatte ham i selskabets bestyrelse (1982-1996). I 1984 fik han af Metals ledelse en slags mundkurv på , tog konsekvensen og forlod den magtfulde stilling ultimo 1984. Steffen Møller var i sin tid i Metal en enorm indflydelsesrig agigator imod kommunistiske elementer i fagbevægelsen og støttede varmt de demokratiske kræfter i Øst-blokken - hvilket skabte ham mange fjender.
Steffen Møller blev kendt som cheføkonomen i Dansk Metal – udtrykket cheføkonom var han selv ophavsmand til og startede den trend, der er flittigt brugt selv i dag. Han var meget citeret i 1970'erne og 1980'erne, når han udtalte sig som cheføkonom for Dansk Metal. Tidligere Statsminister Poul Schülter udtalte i midten af 80'erne bl.a., at Steffen Møller var hans yndlingsøkonom. I Metals kongresberetning 1984 slår han til lyd for en pensionsordning for danske arbejdere - som engang ikke havde andre pensioner end folkepension og ATP. Det blev så efterfølgende gennemført ved overenskomstforhandlingerne 1986/7.
Steffen Møller har i en årrække haft danmarksrekorden i bestyrelsesposter (114). Herunder i danske virksomheder som Spies-Tjæreborg, B&W, Stålvalseværket, Jakob Holm og sønner, Cormall gruppen i Sønderborg, JF-fabrikken og Johannes Fog. Gennem disse virksomheder drev han selskaber i Skandinavien, EU, Ukraine og Ethiopien.
Han er tidligere et markant medlem af og folketingskandidat for Socialdemokratiet, men blev ekskluderet i 1988, da han offentligt udtalte kritik af den forfejlede fodnotepolitik.
Han arbejdede samtidigt fra 1985 til 2001 som rådgiver for undervisningsministeriet som formand for en række råd indenfor især de tekniske uddannelser, og kendt for sine prognoser i Steffen Møller udvalget (1986) om fremtidens mangel på videregående teknikere og ingeniører i Danmark.
Han var i 90'erne Formand for Teknisk Uddannelsesråd (TUR), Teknikerrådet, Rådet for Åben Uddannelse mf. samt medlem af Evalueringscentrets bestyrelse. Han ledede i 1990`serne en samlet evaluering af alle de videregående tekniske uddannelser - og kvaliteten af de enkelte uddannelsessteder.
Han er prismodtager: Kosanprisen (Tale er sølv-tavshed er underkastelse)
Han blev udnævnt til Ridder af Dannebrog 1998.

## De senere år
Fra år 2000 til 2005 arbejdede han med oprettelsen af ROBOCLUSTER i Odense og etableringen af et forskningscenter på DTU indenfor " Mobile Communication ". Fra år (2003-2007) har Steffen Møller som chef og koordinator og idémand, skabt konceptet omkring store internationale maritime kulturelle  festivaller Forsejl i flere forskellige danske byers havne (Odense, København, Sønderborg, Dragør, Helsingør). Som tip-tipoldebarn af en kaperkaptajn og en af Kejserlodsens børnebørn - udlevedes eventyrerens drømme i søslag, pirateri og socialt engagement. Det var medvirkende til, at han blev nomineret adskillige gange til Årets Fynbo
Fra 2009 - engageret underviser i matematik, samfundsfag, international økonomi, erhvervsøkonomi på HF - Søfartsuddannelsen i Marstal og på Handelsgymnasiet Vestfyn.
Steffen Møller er en meget efterspurgt foredragsholder, der kan gøre selv vanskellige sammenhænge forståelige og relevante og især brugbare i praksis. Skarpe prognoser - underbyggede af viden og erfaring.
Steffen Møller beskrives som et usnobbet, hårdtarbejdende, humoristisk, varmt og hjælpsomt menneske

## Forfatterskab
Steffen Møller er forfatter af  flere tusinde artikler og adskillige bøger, hvis værker både omhandler økonomiske spørgsmål, dansk politik, samt dansk skibsfartshistorie ( Kritisk EF-analyse 1981, Balladen om EF, 1979,  Skibe og skæbner i renæssancen, 2005.)
Steffen Møller er en kendt gæsteforelæser såvel i Danmark som i udlandet. Han taler engelsk, tysk rimeligt fransk og lidt italiensk og russisk.